# Paecilaema guttatum
Paecilaema guttatum is een hooiwagen uit de familie Cosmetidae.